# Aglaia brownii
Aglaia brownii är en tvåhjärtbladig växtart som beskrevs av C.M. Pannell. Aglaia brownii ingår i släktet Aglaia och familjen Meliaceae. Inga underarter finns listade i Catalogue of Life.